# カルバラ第3号作戦
カルバラ第3号作戦（カルバラだいさんごうさくせん）は、イラン・イラク戦争中、南部戦線におけるイラン軍による攻勢作戦のことである。

## 概要
イラン軍はカルバラ第2号作戦に連動して重要港湾であるイラク領アル・アマイヤとアル・バクルの占領を企図した。両地区はイラクの石油施設と大型海上レーダーがあり、ペルシャ湾周辺におけるイラク空軍の航空作戦を統制していた基地があった。

## 攻撃
1986年9月1日、イラン軍は従来通りの狂信的波状攻撃をもって両地区の占領を試みたが、イラク軍の頑強な抵抗に遭い攻撃は失敗した。